# Шараф аз-Заман Тагир аль-Марвазі
Шараф аз-Заман Тагир аль-Марвазі або аль-Марвазі (араб. شرف الزمان طاهر المروزي; 1056/57–1124/25) — лікар, автор книги Природа (єство) тварин (Китаб Таба'и аль-Хайяван аль-Бахри валь-Барри араб. كتاب طبائع الحيوان البحري والبري).

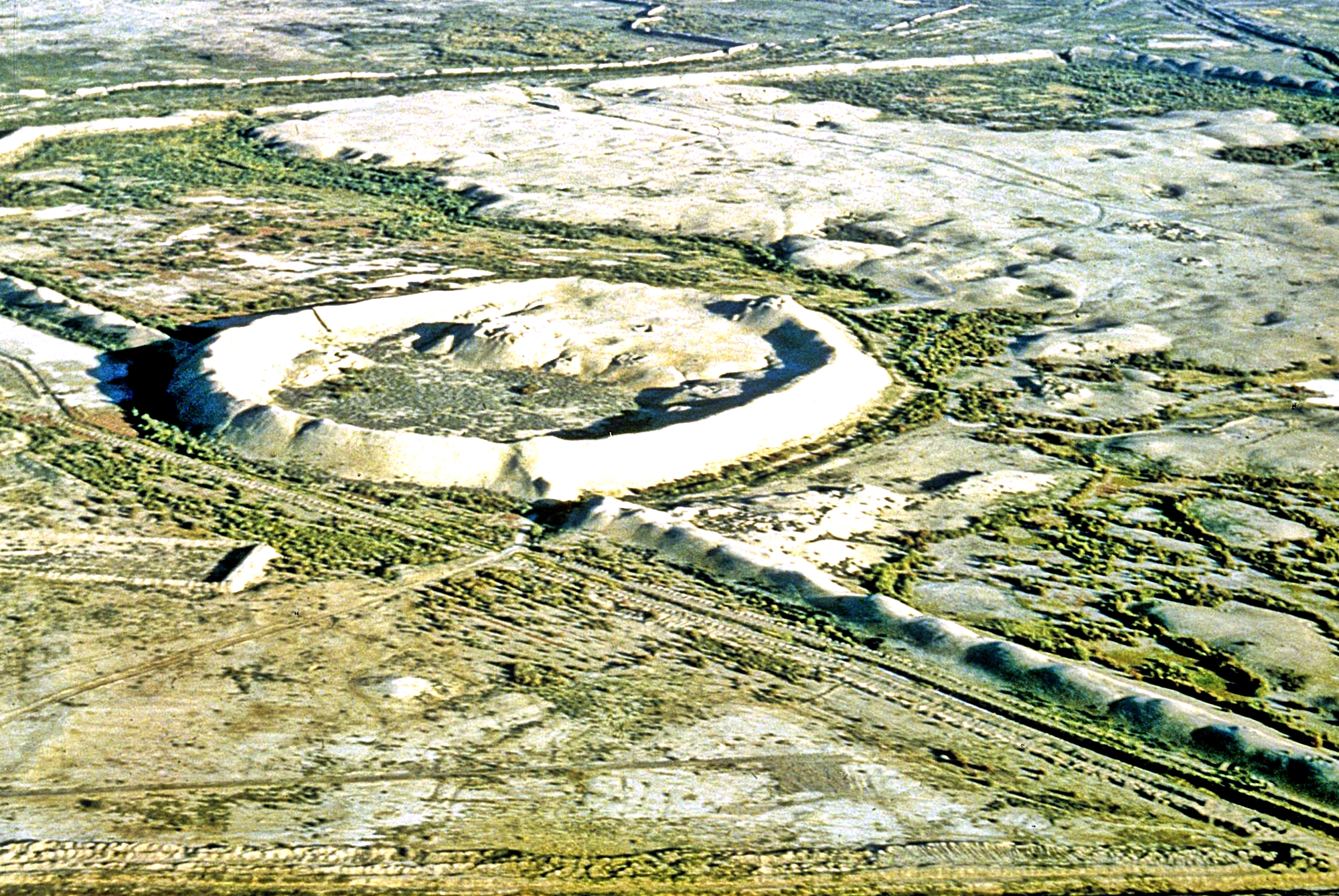
Мерв

Народився в місті Мерв.

## «Природа тварин»
Аль-Марвазі спирався як на праці Арістотеля, Діоскоріда, Галена, Орібасія, Тімофея Газійського, Павла Егінського, так і мусульманського вченого Аль-Джахіза. Ця праця складається з пʼяти частин:
- Про природу людей
- Про домашніх і диких чотириногих.
- Про суходільних та морських птахів.
- Про отруйні створіння
- Про морських тварин.

Існує декілька рукописів його праці під назвою «Природа тварин» («Таба'і аль-хайаван»). Один із них був використаний В. Ф. Мінорським при перекладі англійською частини, що стосується народів Індії, Тибету і Китаю, причому у главі про Китай опинилася частина «Анонімної записки» про східнослов'янські народи.
Крім відомих і скорочених матеріалів з «Анонімної записки», аль-Марвазі призводить оригінальні відомості про північні народи весь і югра, а також абсолютно унікальні відомості про прийняття русами християнства у 912/913 р. і подальшому переході їх в іслам:
«Що стосується русів (ар-русія), то вони живуть на острові в морі. Відстань острови — 3 дні шляху, в ньому зарості дерев і гущавин, а біля нього — озеро. Вони (руси) численні; розповідають, що засоби, необхідні для життя, і надбання прибутку [вони добувають] мечем. Якщо в них помирає чоловік, що має дочок і синів, він віддає свій статок дочці, а синам виділяє меч і каже, що, мовляв, твій батько здобував стан мечем, [так] вслід йому і робити, як він. Сталося у них так, що вони взяли християнство у 300/912 — 13 році. А коли стали християнами, притупила віра їхні мечі, закрилися перед ними двері прибутку, і принесло їм [це] шкоду і крах. Стало бракувати їм засобів до життя, і захотіли вони [звернутися] в іслам, щоб можливими стали для них війна та боротьба і [щоб] повернутися до звичок, які були у них. Направили послів до правителя Хорезму, групою в 4 людини з [числа] наближених царя. У них [є] незалежний цар, [який] називає сам себе і титулується буладмир, як називають царя тюрків хакан, а царя булгар — б.т.л.ту. Прибули посли їх у Хорезм, виконали свою місію, [отримавши] роз'яснення від хорезмшаха, так що захотіли в іслам. Послав до них [хорезмшах вчителів], щоб навчити їх закону ісламу і навернути в іслам. Вони — люди сильні, могутні, вирушають пішки до віддалених місць для розбою, і йдуть також на кораблях в Хазарське море, захоплюють кораблі та багатство забирають, і вирушають до Константинополя, в море Понт і [поточний] у нього канал. У колишні часи ходили одного разу в Хазарське море і оволоділи Бардаа на час. Їх мужність та доблесть відомі [тим, що один з них відповідає декільком з усього народу. Якби були у них верхові тварини і вершники, то посилилися б біди через них у людей».

## Лікарська діяльність
Ал-Марвазі служив лікарем при дворі сельджуцького султана Мелік-шаха I і його спадкоємців. Як лікар, він дав опис спостережень паразитичних черв'яків.